# Euphyia amniculata
Euphyia amniculata là một loài bướm đêm trong họ Geometridae.